# Riserva naturale orientata Monte San Calogero
La riserva naturale orientata Monte San Calogero è un'area naturale protetta situata nei comuni di Caccamo, Sciara e Termini Imerese, nella città metropolitana di Palermo ed è stata istituita nel 1998.

## Storia
La riserva è stata istituita con decreto dell'assessorato regionale del territorio e dell'ambiente numero 742/44 del 10 dicembre 1998.